# Conclave de 1605 (març)

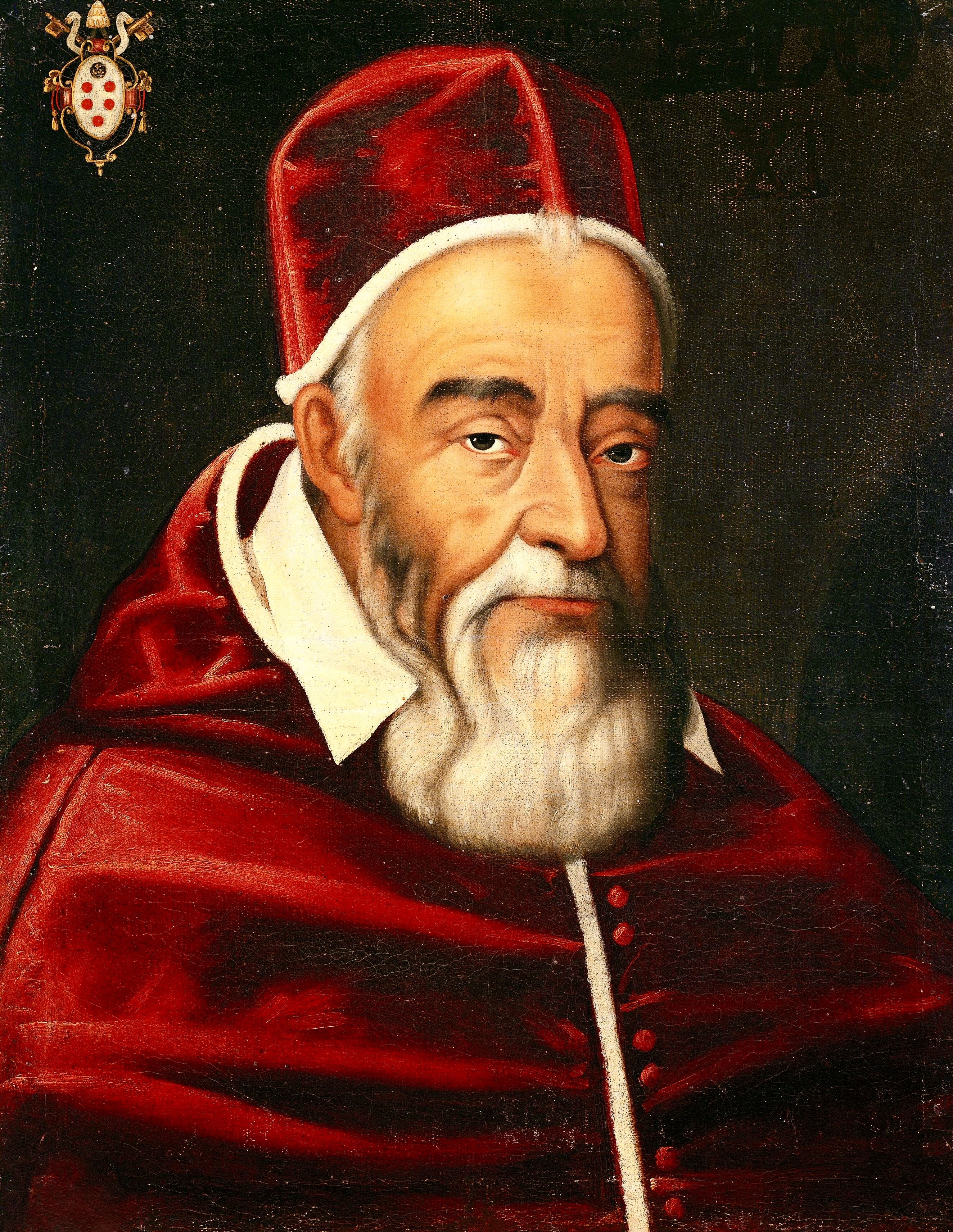
El papa escollit, Lleó XI

El conclave papal de març-abril de 1605 es va convocar a la mort del papa Climent VIII i va acabar amb l'elecció d'Alessandro Ottaviano de 'Medici com a papa Lleó XI. Va ser el primer dels dos conclaves papals del 1605, car Lleó va morir el 27 d'abril de 1605, vint-i-sis dies després d'haver estat elegit. El conclave va estar dominat pel conflicte sobre si Cesare Baronius havia de ser elegit papa, i Felip III d'Espanya excloïa tant a Baroni com a l'últim candidat, Medici.

## Antecedents
El 17 de setembre de 1595, Climent VIII va acceptar la decisió d'Enric IV de França de convertir-se al catolicisme, que Enric havia fet abans per assegurar la monarquia francesa i va presidí una cerimònia d'absolució papal que va eliminar l'ordre d'excomunió que li va ser imposat Sixt V. La facció espanyola s'havia oposat prèviament al Papa prenent aquestes accions, però els negociadors francesos van parlar sobre la possibilitat d'un cisma; això, juntament amb les victòries d'Enric en les Guerres de Religió a França, va superar l'oposició espanyola.
Climent també va formar una comissió que va anul·lar el matrimoni d'Enric amb Margarida de Valois després de la mort de Gabrielle d'Estrées. Després, Climent va ajudar a organitzar el matrimoni d'Enric amb Marie de' Medici que va assegurar una successió catòlica.
Climent va treballar per disminuir la influència dels cardenals espanyols al Col·legi cardenalici; va crear cinc cardenals francesos i els cardenals italians que va crear van ser considerats neutrals. Climent volia que els cardenals francesos que va crear perquè estiguessin presents a Roma i participar en el govern de l'Església. Enric IV també va exigir que tres cardenals francesos anessin a Roma, i van estar presents a la mort de Climente el 3 de març de 1605.
A més de la política secular que els afectava, les eleccions papals durant aquest període van estar marcades per una estratègia de famílies d'elits que volien adquirir prestigi i poder. Aquestes estratègies sovint es van jugar durant diverses generacions a través del mecenatge i l'acumulació de riquesa, i l'acumulació de favors als membres de la família un cop un individu de la família era elegit per al papat era esperada.
Quan Climent va morir, hi havia una disputa sense resoldre entre la Companyia de Jesús i l'orde dominicà sobre la naturalesa de la gràcia divina i el lliure albir. Els cardenals que van ingressar al conclave van prendre els juraments prometent resoldre la disputa ràpidament si eren triats papa.

## Participants
El papa Nicolau II havia reservat el dret d'elegir el papa als cardenals bisbes, preveres i diaques de Roma en 1059. El 1586, el Papa Sixt V va ordenar que el nombre màxim de cardenals fos de setanta. D'aquests setanta, el Col·legi de Cardenals tenia seixanta-nou membres en el moment de la mort de Climent VII, però només seixanta d'ells van estar presents per a l'obertura del primer conclave de 1605, i seixanta-un electors van estar presents per a l'elecció de Leo XI.
Quan es va convocar, el Col·legi tenia membres que havien estat creats per sis papes diferents: Pius IV, Sixt V, Gregori XIII, Gregori XIV, Innocenci IX i Climent VIII. D'aquests, els creats per Climent eren els més nombrosos, que comptaven amb trenta-vuit dels cardenal electors. Innocenci IX havia creat un dels electors del conclave; Gregori XIV n'havia creat cinc, Sixt V n'havia creat onze, Gregori XIII n'havia creat quatre, i Pius IV n'havia creat un.
Pietro Aldobrandini, el cardenal nebot de Climent VIII, va ser l'elector que va liderar la facció amb el major nombre de vots, tenint vint-i-dos dels trenta-vuit creats per Climent seguint les seves instruccions. Alessandro Peretti di Montalto, el nebot de Sixte V, liderava una facció de vuit cardenals. Tretze dels cardenals electors eren lleials a la monarquia espanyola; aquests electors i la facció lleial a Montalto es van alinear. A més d'aquests grups, vuit dels electors van formar una facció que era fidel a la corona francesa.

### Cardenals presents al conclave
- Tolomeo Gallio, bisbe d'Òstia i Velletri, degà del Sacre Col·legi
- Alessandro Ottaviano de' Medici, bisbe de Palestrina (elegit Papa Lleó XI)
- Domenico Pinelli, bisbe de Frascati
- François de Joyeuse, bisbe de Sabina
- Girolamo Bernerio, bisbe d'Albano
- Agostino Valier, bisbe de Verona
- Antonio Maria Galli, bisbe d'Osimo
- Benedetto Giustiniani, legat pontifici a la Marca Anconitana
- Antonio Maria Sauli
- Giovanni Evangelista Pallotta
- Federico Borromeo, arquebisbe de Milà
- Francesco Maria Bourbon del Monte Santa Maria
- Mariano Pierbenedetti
- Gregorio Petrocchini
- Paolo Emilio Sfondrati, legat pontifici a Bolonya
- Ottavio Paravicini
- Ottavio Acquaviva d'Aragona
- Flaminio Piatti
- Pietro Aldobrandini
- Francesco Maria Tarugi, arquebisbe de Siena
- Ottavio Bandini, arquebisbe de Fermo
- Anne d'Escars de Givry, bisbe de Lisieux
- Giovanni Francesco Biandrate di San Giorgio Aldobrandini, legat pontifici a Romagna
- Camillo Borghese
- Cesare Baronio
- Lorenzo Bianchetti
- Francisco de Ávila
- Francesco Mantica
- Pompeo Arrigoni
- Bonifazio Bevilacqua Aldobrandini, legat pontifici a Perussa i Umbria
- Alfonso Visconti, arquebisbe de Spoleto
- Domenico Toschi, bisbe de Tivoli
- Paolo Emilio Zacchia
- Roberto Bellarmino
- François d'Escoubleau de Sourdis
- Séraphin Olivier-Razali
- Filippo Spinelli, bisbe de Policastro
- Carlo Conti, bisbe d'Ancona
- Carlo Gaudenzio Madruzzo, bisbe de Trento
- Jacques Davy du Perron, bisbe d'Évreux
- Innocenzo Del Bufalo-Cancellieri, bisbe de Camerino
- Giovanni Dolfin
- Giacomo Sannesio
- Erminio Valenti
- Girolamo Agucchi
- Girolamo Pamphilj
- Ferdinando Taverna
- Anselmo Marzato
- Francesco Sforza
- Alessandro Damasceni Peretti
- Odoardo Farnese
- Giovanni Antonio Facchinetti de Nuce
- Cinzio Passeri Aldobrandini
- Bartolomeo Cesi
- Andrea Baroni Peretti Montalto
- Alessandro d'Este
- Giovanni Battista Deti
- Silvestro Aldobrandini
- Giovanni Doria
- Carlo Emmanuele Pio di Savoia

### Cardenals absents
- Ascanio Colonna, arxipreste de la Basílica Lateranense
- Pierre de Gondi, bisbe de Langres
- Carlo di Lorena, bisbe de Metz
- Fernando Niño de Guevara, arquebisbe de Sevilla
- Bernardo de Sandoval y Rojas, arquebisbe de Toledo
- Franz Seraph von Dietrichstein, arquebisbe d'Olomouc
- Domenico Ginnasi, arquebisbe de Manfredonia
- Antonio Zapata y Cisneros, arquebisbe de Burgos
- Bernard Maciejowski, arquebisbe de Gniezno

## El conclave
Les fonts contemporànies del conclave donen una llista de fins a vint-i-un candidats possibles considerats pels cardenals, però només Cesare Baronius i Alessandro Ottaviano de 'Medici, ambdós recolzats pels francesos però amb l'oposició pels espanyols, es van debatre seriosament durant el conclave. Baronius era el candidat preferit; les probabilitats de ser elegit eren de 10 100 segons les cases d'apostes romanes, que van apostar per les eleccions malgrat la prohibició de la pràctica feta per Gregori XIV. Baronius va rebre 23 vots durant el primer escrutini; això es considerava bo perquè molts electors que l'havien recolzat havien llançat les seves primeres paperetes als seus amics.. França va afavorir a Baronius, que també tenia el suport dels cardenals francesos. També va ser el candidat de primera elecció de Pietro Aldobrandini, el nebot de Climent VIII, que buscava triar un cardenal que hagués estat creat pel seu besoncle, com ho era Baronius.
Aldobrondini havia arribat a un acord amb el govern francès a través de François de Joyeuse per retirar el suport d'Antonio Maria Gallo. A canvi, Aldobrandini va exigir que els francesos no recolzessin a Girolamo Bernerio i Alessandro Peretti di Montalto. Els francesos també es va comprometre a no vetar Paolo Emilio Zacchia, el candidat secret de Aldobrondini en aquesta elecció.
Després dels resultats del primer escrutini, el cardenal Ávila, el representant de Felip III d'Espanya al conclave, va anunciar que Felip vetava a Baronius, car en un volum dels seus Annales Ecclesiastici que havia estat publicat el 1605 havia criticat la ingerència dels monarques espanyols en assumptes eclesiàstics. Això va desagradar tant la monarquia espanyola que la publicació del volum estava prohibida en territori espanyol. Alguns electors lleials a Espanya estaven disgustats amb l'exclusió de Baronious i Filippo Spinelli era hostil. Federico Borromeo i Francesco Sforza també es van enutjar amb l'exclusió.
L'exclusió de Baronius per Avila va provocar un xoc amb Aldobrandini; els cardenals van començar a aixecar les seves veus l'un a l'altre, cadascun afirmant que estaria disposat a fer que el conclave tingués una durada d'un any per triar el seu candidat preferit. Avila i Aldobrandini van lluitar per segona vegada, el que va provocar crits i empentes; les multituds erròniament van prendre això com a signe d'elecció per aclamació i van obrir les portes del conclave mentre encara estava en sessió.
En aquest punt, els espanyols esperaven que els cardenals Guevera, Colona i Zappata arribarien abans del final del conclave per ajudar els seus números però no van arribar. Així mateix, Aldobrandini esperava l'arribada del cardenal Ginasio, que tampoc no va entrar al conclave abans que acabés. L'únic cardenal elector addicional que va arribar va ser Franz von Dietrichstein; el partit anti-espanyol va intentar guanyar-se el seu suport a Baronius recordant-li els favors que havia rebut de Clement VIII, en canvi, Giovanni Andrea Doria, Carlo Gaudenzio Madruzzo i Odoardo Farnese, tots ells fidels a Espanya, el van persuadir per oposar-se a Baronius.
Baronius va quedar-se a nou vots de l'elecció; trenta-dos dels electors el van recolzar, però es va negar a defensar la seva pròpia elecció o acceptar l'elecció per aclamació. Aldobrandini no va poder persuadir a alguns membres de la seva facció per votar a Baronius, els quals el consideraven massa estricte. El 30 de març, Aldobrandini es va resignar a buscar altres candidats.

### L'elecció de Lleó XI
Les eleccions es van complicar encara més per les lluites entre les faccions lleials a Aldobrandini i Montalto, els números aproximadament iguals es cancel·laven.. L'escrutini inicial de l'1 d'abril va deixar vint-i-vuit vots per Baroni i tretze per a Medici. El cardenal francès François de Joyeuse havia estat buscant l'elecció de Medici durant tot el conclave i havia aconseguit el suport de Montalto per al seu candidat. Montalto es va aliar amb els espanyols i anteriorment va recolzar a Tolomeo Gallio. Joyeuse havia estat anticipant el suport d'Aldobrandini per a l'elecció de Medici, però això no es va produir immediatament. Aldobrandini va recolzar Laudivio Zacchia, però eventualment va transferir el seu suport a Medici. Aldobrandini eventualment va ser persuadit de la necessitat d'elegir Medici, canviant el seu vot a Medici després d'escoltar a Baronius urgint que el seu rival fos elegit immediatament.
Aldobrondini es va dirigir a l'habitació de Medici, on més de dos terços dels electors s'havien reunit, i van triar el papa Medici. Medici estava emparentat amb Maria de 'Medici, reina de França; el rei francès Enrique IV havia gastat molts diners en la seva candidatura.
Després de l'elecció de Medici, Avila va revelar que Felip III també havia exclòs a Medici, i va protestar tan fort que se'l podia escoltar al carrer. Els cardenals que van triar Medici van respondre que protestar per l'elecció era inútil un cop el candidat havia estat elegit papa. Després de la seva elecció a la seva cambra, es va dur a terme un escrutini a la capella Paulina que confirmés el resultat. Després de la seva elecció, Medici va prendre el nom de Lleó XI en honor del seu besoncle Lleó X. La seva elecció va fer de Lleó el quart cardenal creat per Gregori XIII en el seu consistori de 1583 que es convertia en papa.
El dissabte 2 d'abril el cardenal Sforza va fer el tradicional anunci de l'elecció; i després de la cerimònia en què els cardenals besaven el peu, la mà i la galta del Papa, aquest va ser escortat fins a la basílica Vaticana, on es cantà un Te Deum. Va ser coronat el 10 d'abril, Diumenge de Pasqua, pel cardenal Sforza, cardenal protodiaca; i el 17 d'abril va prendre possessió de la seva catedral, la basílica Laterana.
L'elecció de Lleó van ser considerades com una victòria per a França perquè era un parent de la reina francesa. Després de la seva elecció, els simpatitzants de la corona francesa ho van celebrar als carrers de Roma. El regnat de Lleó, però, va quedar limitat al mes d'abril de 1605; car va refredar-se quan va aparèixer en públic i va morir el 27 d'abril de 1605, vint-i-sis dies després de la seva elecció.
Abans de la seva mort, però, havia decidit avançar en la qüestió de la reforma dels procediments del Conclave, que s'havia discutit durant quinze anys. Nomenà un comitè de cardenals perquè esbossessin una butlla, que incloïa clàusules revocant l'antiga opció tradicional d'elegir un papa per aclamació. No va ser fins al 1996, durant el pontificat de Joan Pau II en que finalment es produí la reforma.